# Nine (Fairport Convention)
| Recensione              | Giudizio      |
| ----------------------- | ------------- |
| AllMusic                | [ 2 ]         |
| Sputnikmusic            | 2.5 (Average) |
| Piero Scaruffi          | [ 4 ]         |
| Dizionario del Pop-Rock | [ 5 ]         |
| 24.000 dischi           | [ 6 ]         |

Nine è il nono album dei Fairport Convention, pubblicato dalla casa discografica Island Records nell'ottobre del 1973.

## Tracce

### LP
Lato A
1. The Hexamshire Lass – 2:27 (Tradizionale, arrangiamento Fairtport Convention)
2. Polly on the Shore – 4:50 (Tradizionale (testo), arrangiamento di Trevor Lucas e Dave Swarbrick; musica di Dave Pegg)
3. The Brilliancy Medley and the Cherokee Shuffle – 3:52 (Tradizionale, arrangiamento Fairport Convention)
4. To Althea from Prison – 4:05 (Richard Lovelace (testo del 1642) , Dave Swarbrick (musica))
5. Tokyo – 2:47 (Jerry Donahue)

Lato B
1. Bring 'Em Down – 5:53 (Trevor Lucas)
2. Big William – 3:21 (Dave Swarbrick, Trevor Lucas)
3. Pleasure and Pain – 4:57 (Dave Swarbrick, Trevor Lucas)
4. Possibly Parsons Green – 4:38 (Trevor Lucas, Pete Roach)

### CD
Edizione CD del 2005, pubblicato dalla Island Records (982 796-6)
1. The Hexamshire Lass – 2:30 (Tradizionale, arrangiamento Fairport Convention)
2. Polly on the Shore – 4:53 (Tradizionale (testo), arrangiamento di Trevor Lucas e Dave Swarbrick; musica di Dave Pegg)
3. The Brilliancy Medley and the Cherokee Shuffle – 3:54 (Tradizionale, arrangiamento Fairport Convention)
4. To Althea from Prison – 5:09 (Richard Lovelace (testo del 1642), Dave Swarbrick (musica))
5. Tokyo – 2:52 (Jerry Donahue)
6. Bring 'Em Down – 5:56 (Trevor Lucas)
7. Big William – 3:24 (Dave Swarbrick, Trevor Lucas)
8. Pleasure & Pain – 5:00 (Dave Swarbrick, Trevor Lucas)
9. Possibly Parsons Green – 4:42 (Trevor Lucas, Pete Roach)
10. The Devil in the Kitchen (Fiddlestick) – 2:49 (Tradizionale, arrangiamento Fairport Convention e Harry Robinson) – Traccia bonus - Pubblicato in Australia, lato A del singolo K5402
11. George Jackson – 3:54 (Bob Dylan) – Traccia bonus - Registrato dal vivo il 23 aprile 1973 al The Howff di Londra
12. Pleasure & Pain – 4:59 (Trevor Lucas, Dave Swarbrick) – Traccia bonus - Registrato dal vivo il 23 aprile 1973 al The Howff di Londra
13. Six Days on the Road – 3:44 (Earl Green, Carl Montgomery) – Traccia bonus - Registrato dal vivo il 23 aprile 1973 al The Howff di Londra

## Formazione
- Jerry Donahue - chitarra elettrica, chitarra acustica
- Trevor Lucas - chitarra acustica, voce
- Dave Swarbrick - violino, viola, mandolino, voce
- Dave Pegg - basso, mandolino, voce
- Dave Mattacks - batteria, percussioni, tastiere, basso

Note aggiuntive
- Trevor Lucas, John Wood e Fairport Convention - produttori
- Registrazioni effettuate al Sound Techniques di Londra (Inghilterra)
- John Wood - ingegnere delle registrazioni
- "Wendy" D. M. e Phillip Stirling-Wall - design copertina album
- Brian Cooke - foto copertina album[7]